# Superbet體育館
Superbet體育館(曾因冠名而稱為迅速體育場)是一座位於羅馬尼亞布加勒斯特Giulești的足球專用體育場。自2022年3月啟用起，它一直是羅馬尼亞足球甲級聯賽布加勒斯特迅速足球俱樂部的主場，可容納14,047人 。
從2022年11月起，體育場未來五年的冠名權出售給Superbet。